# 짐 소프
제임스 프랜시스 소프(James Francis Thorpe, 1887년 5월 22일 ~ 1953년 3월 28일)는 미국의 육상 선수이자, 미식축구, 야구 선수였다. 로마 가톨릭교회 세례명은 제이커부스 프랜시스커스 소프(Jacobus Franciscus Thorpe).
오클라호마 프라그에서 출생한 그는 아버지 집안으로부터 아일랜드와 사크/폭스 인디언, 어머니 집안으로부터 프랑스와 포타와토미 족의 혈통을 이어받았다. 펜실베이니아주에 있는 칼리즐리 인디언 산업 학교에서 선수 경력을 시작한 그는 그 작은 학교를 미식축구에서 국가적 명예로 이끌었다.
1912년 스톡홀름 올림픽에 참가하여 10종 경기와 5종 경기에서 우승, 스웨덴 국왕 구스타프 5세로부터 월계관을 받으면서 "세계에서 가장 위대한 선수"라는 칭호를 들었다. 그러나, 소프가 경기 전에 약간의 월급을 받으면서 야구를 했다는 사실이 밝혀져, 올림픽 위원들이 그의 금메달을 압수하였다.
아마추어 육상 연합은 그가 프로 선수임과 동시에 올림픽에서 겨룰 수 있는 바람적인 선수였음을 판결내렸다. 그래서 1983년 국제 올림픽 위원회는 그의 금메달을 돌려주었고, 소프는 올림픽 우승자로 복권되었다.
1913년부터 1919년까지 3개의 메이저 리그 팀에서 야구 선수로 활약하였으며, 1915년에 프로 미식축구 선수가 되어 다음 14년 동안 6개의 팀에서 활약하였다. 미식축구를 인기있는 스포츠로 설립하는 데 도움을 준 소프는 1920년 프로 미식축구 협회의 초대 회장이 되었다.
1951년에는 대학 미식축구 명예 전당에 입성한 첫 회원들 중의 하나였으며, 1961년에는 프로 미식축구 명예 전당에 입성되었다.
1953년 3월 28일 캘리포니아주 로티머에서 사망하였다.

## 인종 차별 문제
소프는 앞서 언급했듯이 미국 인디언과 유럽계 이민 쌍방의 피를 끌고 있다. 그의 실적은 미국에서 인종 차별 이 심한 시기에 이뤄졌다. 비누가 금메달을 획득한 시대는 모든 인디언이 미국 시민으로 여겨지고 있는 것은 아니었다.